# Suha, Šmohor - Preseško jezero
Suha (nemško Zuchen) je naselje občine Šmohor - Preseško jezero v okraju Šmohor na Koroškem v Avstriji.